# Emma Thompson
Emma Thompson (Londres, 15 d'abril de 1959) és una actriu i guionista anglesa. Ha estat casada amb l'actor i realitzador Kenneth Branagh de 1989 a 1995. Des de 2003, està casada amb l'actor Greg Wise, amb el qual té una filla, Gaia Romilly, nascuda a Londres el 4 de desembre de 1999.

## Currículum artístic
Triomfa el 1991, amb Retorn a Howards End. El seu paper li donarà l'Oscar a la millor actriu el 1992. Troba el 1993 el realitzador James Ivory i l'actor Anthony Hopkins en una obra, El que queda del dia. En aquestes dues pel·lícules, s'ha imposat com una de les millors actrius britàniques de l'època, encarnant personatges sensibles, lliures i espontanis.
A En el nom del pare (1993), encarna l'advocada Greth Peirce, que lluita per a l'alliberament dels Quatre de Guildford, condemnats equivocadament per un atemptat comès per l'IRA el 1974. Al costat de Daniel Day-Lewis i Pete Postlethwaite, sorprèn per la seva emocionant interpretació, representant la combativitat de la cèlebre advocada.
El 1995, a la comèdia romàntica Sentit i sensibilitat d'Ang Lee, encarna Elinor Dashwood, una dona que s'apassiona per Edward Ferrars. Adaptada de la novel·la de Jane Austen, aquesta pel·lícula reuneix al costat d'Emma Thompson, Hugh Grant (Ferrars), Kate Winslet, i Alan Rickman.

File:Sentit i Sensibilitat, Emma Thompson

El 1998, a Primary Colors, encarna la dona d'un candidat a la presidència americana (encarnat per John Travolta, perquè Tom Hanks havia refusat el paper, a causa de la feina que tenia aleshores). Prova aquí que també pot fer el paper d'una dona de caràcter fort, que no es deixa trepitjar...
El 2003, fa el paper de Karen a la comèdia romàntica Love Actually de Richard Curtis. En una parella que va a la deriva, té el paper de la dona que intenta fer funcionar la seva família més bé que malament, amb un marit que sembla més interessat per la seva jove secretària. Aquesta pel·lícula reuneix entre altres Hugh Grant, Keira Knightley, Colin Firth, Alan Rickman o Liam Neeson.
El mateix any, pren part a la sèrie de Mike Nichols Angels In America, que relata la difícil sortida de l'armari dels homosexuals malalts de la sida els anys 80. Una sèrie de 6 episodis d'aproximadament 1 hora cadascun, que reuneix Al Pacino i Meryl Streep.
El 2006, té el paper de la novel·lista Kay Eiffel a Superant la ficció (Stranger Than Fiction), que descobrirà que el personatge principal de la seva propera novel·la (Will Ferrell), que té la intenció de matar finalment, existeix en realitat i aleshores ho farà tot per evitar-li la mort. Cal destacar la presència al repartiment de Dustin Hoffman, Queen Latifah, i Maggie Gyllenhaal.
El 2007, torna a fer el paper de l'excèntrica Professora Trelawney a Harry Potter i l'Orde del Fènix, la cinquena part de la sèrie.
El 2008, serà la Dra. Alice Krippin a la pel·lícula de ciència-ficció Sóc llegenda, una especialista de la salut que ha vençut un càncer.

## Primers anys i educació
Thompson havia nascut a Londres el 15 d'abril de 1959. La seva mare és l'actriu escocesa Phyllida Law, mentre que el seu pare anglès, Eric Thompson, era un actor més conegut com a escriptor-narrador de la popular sèrie de televisió infantil The Magic Roundabout. El seu padrí va ser el director i escriptor Ronald Eyre. Té una germana menor, Sophie, que també és actriu.] La família vivia al districte de West Hampstead de Londres, i Thompson va ser educada a la "Camden School for Girls". Va passar molt de temps a Escòcia durant la seva infància i sovint visitava Ardentinny, on vivien els seus avis i el seu oncle.

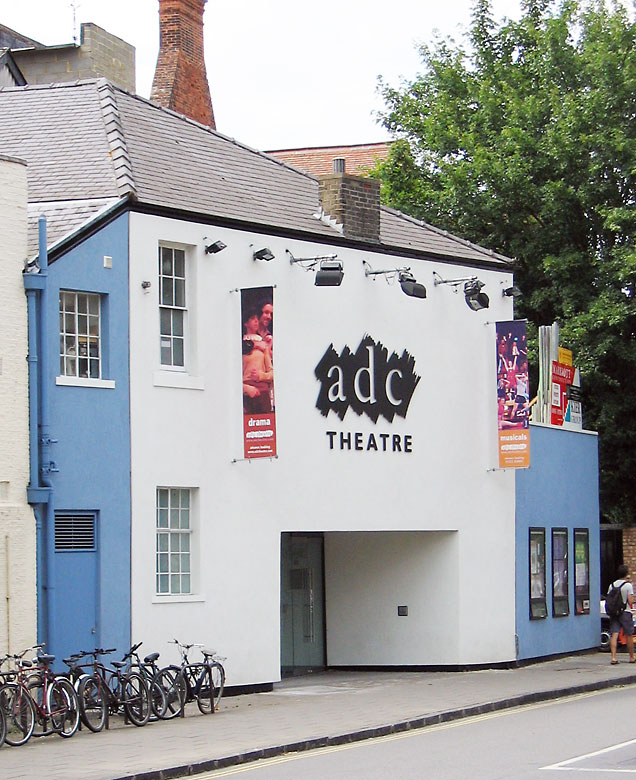
ADC Theatre, Universitat de Cambridge, on Thompson va començar a actuar amb Footlights

En la seva joventut, Thompson estava intrigada per la llengua i la literatura, un tret que atribueix al seu pare, que compartia el seu amor per les paraules. Després de cursar amb èxit els nivells "A" en anglès, francès i llatí, i obtenir una beca, va començar a estudiar anglès al Newnham College de Cambridge, arribant el 1977. Thompson creu que era inevitable que es convertís en actriu, remarcant que estava "envoltada de gent creativa i no crec que hagués anat d'una altra manera, la veritat". Mentre estava allà, va tenir un "moment seminal" que la va convertir en feminista i la va inspirar a començar a actuar. En una entrevista del 2007 va explicar com va descobrir el llibre "La boja de l'àtic", "que tracta sobre les escriptores victorianes i les disfresses que van adoptar per expressar el que volien expressar. Això em va canviar la vida completament". Es va convertir en una autoproclamada "rockera punk", amb els cabells curts i vermells i una motocicleta, i aspirava a ser còmica com Lily Tomlin.
A Cambridge, Thompson va ser convidat al "Cambridge Footlights", el prestigiós grup de comèdia de dibuixos de la universitat, pel seu president, Martin Bergman, convertint-se en el seu primer membre femení. També hi havia a la troupe els companys actors Stephen Fry i Hugh Laurie, i ella va tenir una relació romàntica amb aquest últim. Fry va recordar que "no hi havia cap dubte que l'Emma anava lluny. El nostre sobrenom per a ella era Emma Talented." El 1980, Thompson va exercir com a vicepresident de Footlights i va codirigir el primer grup de la companyia. -revista femenina, Woman's Hour. L'any següent, ella i el seu equip de Footlights van guanyar el premi Perrier a l'"Edinburgh Festival Fringe" pel seu espectacle de dibuixos The Cellar Tapes. Es va graduar amb honors de segona classe.
El pare de Thompson va morir el 1982, als 52 anys. Ella ha afirmat que això "va trencar [la família] a trossos", i "no puc començar a dir-te quant em penedeixo que no hi hagi estat". Va afegir: "Al mateix temps, és possible que si encara estigués viu, potser no hagués tingut mai l'espai o el coratge per fer el que he fet... Tinc una sensació definitiva d'heretar l'espai. I el poder".

## Carrera

### Primers treballs i avenços (1982-1989)
Thompson va tenir el seu primer paper professional el 1982, fent una gira en una versió escènica de Not the Nine O'Clock News. Després es va dirigir a la televisió, on gran part dels seus primers treballs van arribar amb els seus companys de "Footlights", Hugh Laurie i Stephen Fry. La sèrie de comèdia regional d'ITV There's Nothing to Worry About! (1982) va ser la seva primera aparició, seguida del programa únic de la BBC "The Crystal Cube" (1983). There's Nothing to Worry About! més tard va tornar com el programa d'esbossos en xarxa Alfresco (1983–84), que es va presentar per a dues sèries amb Thompson, Fry, Laurie, Ben Elton i Robbie Coltrane. Més tard va col·laborar de nou amb Fry i Laurie a l'aclamada sèrie de BBC Radio 4, Saturday Night Fry (1988).

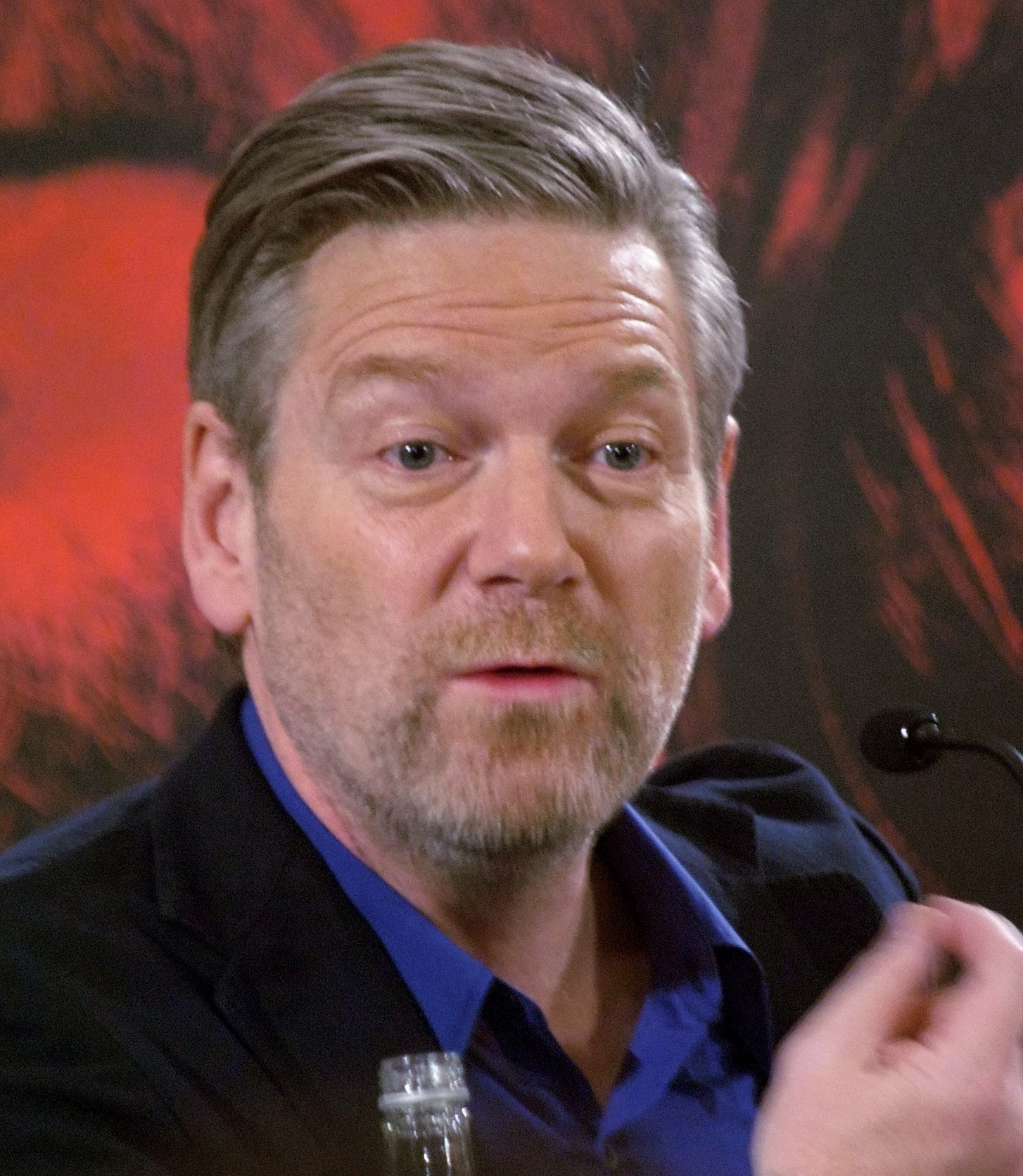
Kenneth Branagh, el primer marit de Thompson, amb qui va col·laborar a principis de la seva carrera

El 1985, Thompson va participar en el revival del "West End" del musical Me and My Girl, protagonitzat conjuntament per Robert Lindsay. Va suposar un gran avanç en la seva carrera, ja que la producció va obtenir crítiques entusiastes. Va interpretar el paper de Sally Smith durant 15 mesos, cosa que la va esgotar: més tard va comentar:
"Vaig pensar que si feia el puto "Lambeth Walk" una vegada més em faria vomitar."
 A finals de 1985, va escriure i va protagonitzar el seu propi especial per a Channel 4, Emma Thompson: Up for Grabs.
Thompson va aconseguir un altre avenç el 1987, quan va tenir papers principals en dues minisèries de televisió: Fortunes of War, un drama de la Segona Guerra Mundial protagonitzat per Kenneth Branagh, i Tutti Frutti, una comèdia fosca sobre un grup de rock escocès amb Robbie Coltrane. Per aquestes actuacions, Thompson va guanyar el premi de televisió de l'Acadèmia Britànica a la millor actriu. L'any següent, va escriure i va protagonitzar la seva pròpia sèrie de comèdia d'esbós per a la BBC, Thompson, però això va ser mal rebut. El 1989, ella i Branagh, amb qui havia format una relació romàntica, van protagonitzar un renaixement escènic de Look Back in Anger, dirigida per Judi Dench i produïda per la Renaissance Theatre Company de Branagh. Més tard aquell any, la parella va protagonitzar una versió televisada de l'obra.
La primera aparició de Thompson al cinema va ser a la comèdia romàntica The Tall Guy (en català, El sorprenent Dexter, 1989), el debut al llargmetratge del guionista Richard Curtis. Va protagonitzar Jeff Goldblum com a actor del "West End" i Thompson va interpretar la infermera de la qual s'enamora. La pel·lícula no va ser àmpliament vista, però l'actuació de Thompson va ser elogiada a The New York Times, on Caryn James la va anomenar "una actriu còmica excepcionalment versàtil". A continuació, va recórrer a Shakespeare, apareixent com la princesa Caterina de Valois a l'adaptació cinematogràfica de Branagh d'Enric V (1989). La pel·lícula va ser estrenada amb gran aclamació de la crítica.

### Howards End i reconeixement mundial (1990–1993)
L'escriptor i crític nord-americà James Monaco considera que Thompson i Branagh van liderar l'"atac cinematogràfic britànic" a la dècada de 1990. Va continuar experimentant amb Shakespeare en la nova dècada, apareixent amb Branagh a les seves produccions escèniques d'"A Midsummer Night's Dream" (El somni d'una nit d'estiu) i "King Lear" (El Rei Lear). En revisar aquest últim, el Chicago Tribune va elogiar la seva actuació "extraordinària" del "bufó coix, encorbat i geperut". Thompson va tornar al cinema el 1991, interpretant una "aristòcrata frívola" a Impromptu amb Judy Davis i Hugh Grant, i Thompson va ser nominada a la millor dona secundària als "Independent Spirit Awards". El seu segon llançament de 1991 va ser un altre maridatge amb Branagh, que també va dirigir, al negre "Dead Again" (Tornar a morir), amb seu a Los Angeles. Va interpretar una dona que ha oblidat la seva identitat. A principis de 1992, Thompson va tenir un paper de convidada en un episodi de Cheers com la primera esposa de Frasier Crane.

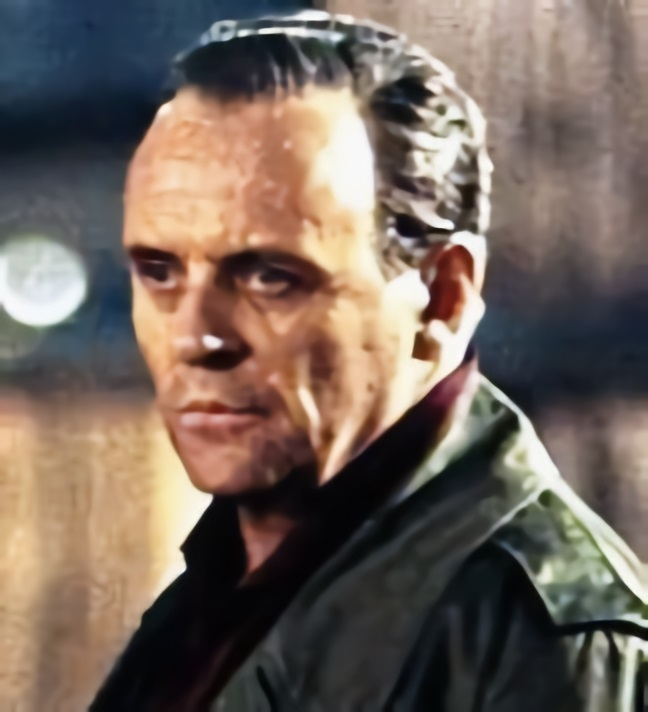
Anthony Hopkins va protagonitzar amb Thompson a Howards End (1992) i The Remains of the Day (1993)

Un punt d'inflexió en la carrera de Thompson va arribar quan va ser presentada al costat d'Anthony Hopkins i Vanessa Redgrave al drama del període "Merchant Ivory" amb Retorn a Howards End (1992), basat en la novel·la d'E. M. Forster. La pel·lícula va explorar el sistema de classes socials a l'Anglaterra eduardiana, amb Thompson interpretant una dona idealista, intel·lectual i avançada que s'associa amb una família privilegiada i profundament conservadora. Va continuar activament el paper escrivint al director James Ivory, qui va acceptar una audició i després li va donar el paper. Segons el crític Vincent Canby, la pel·lícula va permetre a Thompson "[entrar] pel seu compte", lluny de Branagh. Després de l'alliberament, Roger Ebert va escriure que era "excel·lent en el paper central: tranquil·la, irònica, observadora, amb acer a dins". "Howards End" va ser àmpliament elogiada, un "èxit sorpresa", i va rebre nou nominacions als premis de l'Acadèmia. Entre les seves tres victòries va ser el trofeu a la millor actriu per a Thompson, que també va rebre un Globus d'Or i un BAFTA per la seva actuació. Reflexionant sobre el paper, The New York Times va escriure que l'actriu "es va trobar un èxit internacional gairebé d'un dia per l'altre".
Per a les seves dues pel·lícules següents, Thompson va tornar a treballar amb Branagh. A "Peter's Friends" (en català, Els amics d'en Peter, 1992), la parella va protagonitzar amb Stephen Fry, Hugh Laurie, Imelda Staunton i Tony Slattery com un grup d'antics alumnes de Cambridge que es reuneixen deu anys després de graduar-se. La comèdia va ser revisada positivament, i Desson Howe de The Washington Post va escriure que Thompson va ser una de les més destacades: "Fins i tot com a personatge unidimensional, desprèn gràcia i un hàbil sentit de la tragèdia còmica." Ella va seguir, això amb la versió de pantalla de "Much Ado About Nothing" (en català, Molt soroll per no res (pel·lícula) de Branagh (1993). La parella va protagonitzar Beatrice i Benedick, juntament amb un repartiment que també incloïa Denzel Washington, Keanu Reeves i Michael Keaton. Thompson va ser àmpliament elogiada per la química a la pantalla amb Branagh i la facilitat natural amb què va interpretar el paper, marcant un altre èxit crític per a Thompson. La seva actuació va guanyar una nominació a la millor protagonista femenina als "Independent Spirit Awards".
Thompson es va reunir amb Merchant–Ivory i Anthony Hopkins per filmar "The Remains of the Day" (sn cstsl`s, El que queda del dia, 1993), una pel·lícula que ha estat descrita com una "clàssica" i la pel·lícula definitiva de l'equip de producció. Basada en la novel·la de Kazuo Ishiguro sobre una mestressa i majordom a la Gran Bretanya d'entreguerres, la història és aclamada pel seu estudi de la soledat i la repressió, tot i que Thompson estava especialment interessada a mirar "la deformitat que la servitud infligeix a la gent", ja que la seva àvia havia treballat com a una serventa i va fer molts sacrificis. Ella ha nomenat la pel·lícula com una de les experiències més grans de la seva carrera, considerant que és una "obra mestra de l'emoció retinguda". "The Remains of the Day" va ser un èxit de crítica i comercial, rebent vuit nominacions a l'Oscar, inclosa la millor pel·lícula i una segona nominació a la millor actriu per Thompson.
Juntament amb la seva nominació a la millor actriu als 66è Premis de l'Acadèmia, Thompson també va ser nominada a la categoria de millor actriu secundària, convertint-la en la vuitena intèrpret de la història a ser nominada a dos Oscar el mateix any. Va venir pel seu paper de l'advocada Gareth Peirce a "In the Name of the Father" (en català, En el nom del pare, 1993), un drama sobre els "Guildford Four" (Els Quatre de Guildford i els Set Maguire) protagonitzat per Daniel Day-Lewis. La pel·lícula va ser el seu segon èxit de l'any, guanyant 65 milions de dòlars i elogis de la crítica, i va ser nominada a la millor pel·lícula juntament amb "The Remains of the Day".

### Sense and Sensibility i actriu consolidada (1994–1999)
El 1994, Thompson va fer el seu debut a Hollywood interpretant a un metge tonto al costat d'Arnold Schwarzenegger i Danny DeVito a la superproducció Junior. Encara que la història de l'embaràs masculí va ser mal rebuda per la majoria de la crítica i va fracassar a la taquilla,[60] Mick LaSalle del San Francisco Chronicle va elogiar el trio principal. Va tornar al cinema independent per a un paper principal a Carrington, que estudiava la relació platònica entre l'artista Dora Carrington i l'escriptor Lytton Strachey (interpretat per Jonathan Pryce). Roger Ebert va remarcar que Thompson havia "desenvolupat una especialitat en l'amor no correspost", i el TV Guide Film & Video Companion va comentar que els seus "mannerismes neurastènics, que normalment ens fan malbé, són adequats aquí".

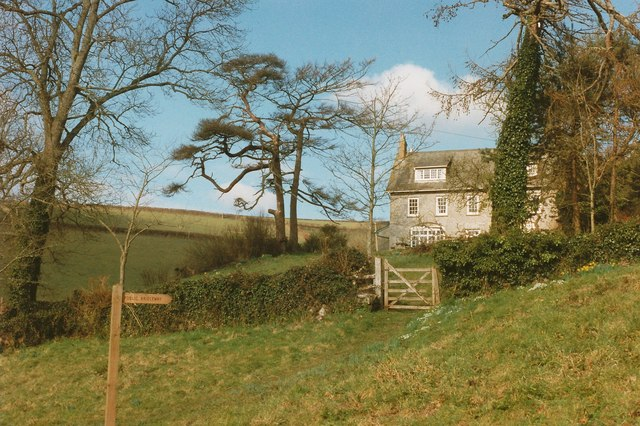
Efford House a Holbeton, que va substituir Barton Cottage a Sense and Sensibility (1995)

L'èxit de l'Acadèmia de Thompson va continuar amb "Sense and Sensibility" (1995), en general considerada com la més popular i autèntica de les nombroses adaptacions cinematogràfiques de les novel·les de Jane Austen fetes als anys noranta. Thompson, amant de tota la vida de l'obra d'Austen, va ser contractada per escriure la pel·lícula basada en els esbossos d'època de la seva sèrie Thompson. Va passar cinc anys desenvolupant el guió, i va assumir el paper de la germana soltera Elinor Dashwood malgrat que, als 35 anys, era 16 anys més gran que el personatge literari. Dirigida per Ang Lee i protagonitzada per Kate Winslet, "Sense and Sensibility" va rebre un gran reconeixement de la crítica i es va classificar entre les pel·lícules més taquilleras de la carrera de Thompson. Shelly Frome va comentar que mostrava una "gran afinitat per l'estil i l'enginy de Jane Austen", i Graham Fuller de "Sight and Sound" la va veure com l'autora de la pel·lícula. Thompson va rebre una tercera nominació a la millor actriu i va guanyar el premi al millor guió adaptat, convertint-se en l'única persona de la història que va guanyar un Oscar tant per a la interpretació com per al guió. També va guanyar un segon premi BAFTA a la millor actriu i un Globus d'Or al millor guió.
Thompson va estar absent de les pantalles el 1996, però va tornar l'any següent amb el debut com a directora d'Alan Rickman, "The Winter Guest" (en català, El convidat d'hivern). Ambientat durant un dia en un poble costaner escocès, el drama va permetre a Thompson i la seva mare (Phyllida Law) interpretar a la mare i la filla a la pantalla. Després va tornar a Amèrica per aparèixer en un episodi d'Ellen, i la seva actuació d'autoparòdia va rebre un premi Primetime Emmy a la millor actriu convidada en una sèrie de comèdia.
Per al seu segon paper a Hollywood, Thompson va protagonitzar amb John Travolta "Primary Colors" (1998) de Mike Nichols, interpretant una parella basada en Bill i Hillary Clinton. El personatge de Thompson, Susan, es descriu com el d'una "esposa ambiciosa i patida" que ha de fer front a la infidelitat del seu marit. La pel·lícula va tenir una bona acollida crítica però va perdre diners a la taquilla. D'acord amb Kevin O'Sullivan del Daily Mirror, els nord-americans van quedar "sorpresos" per la seva actuació i accent, i els principals productors de Hollywood es van interessar cada cop més a repartir-la. Thompson va rebutjar moltes de les ofertes, expressant la seva preocupació per viure a Los Angeles darrere de les parets amb guardaespatlles i va declarar que "LA és encantadora sempre que sàpigues que pots marxar". També va admetre sentir-se esgotada i cansada amb la indústria en aquest moment, la qual cosa va influir en la seva decisió de deixar el cinema durant un any. Thompson va seguir a "Primary Colors" interpretant un agent de l'FBI al costat de Rickman al thriller "Judas Kiss" (en català, El petó de Judes, 1998), film mal rebut.

### Treball continuat a la pantalla i més reconeixements (2000-2011)
Quan es va convertir en mare el 1999, Thompson va prendre la decisió conscient de reduir la seva càrrega de treball, i en els anys següents moltes de les seves aparicions van ser papers secundaris. No es va tornar a veure a la pantalla fins a l'any 2000, amb només una petita part a la comèdia britànica Maybe Baby, en la qual va aparèixer com a favor del seu director, el seu amic Ben Elton.
No obstant això, per a la pel·lícula de televisió de HBO "Wit" (2001), Thompson va prendre feliçment el paper principal en el que considerava "un dels millors guions que han sortit d'Amèrica". Adaptat de l'obra guanyadora del premi Pulitzer de Margaret Edson, se centra en una professora autosuficient de la Universitat Harvard que troba els seus valors desafiats quan se li diagnostiquen càncer d'ovari. Thompson va ser fonamental per portar Mike Nichols a dirigir el projecte, i la parella va passar mesos a assajar per encertar el complex personatge. Es va sentir molt atreta pel paper de "temerat", pel qual no va tenir cap escrúpol a afaitar-se el cap. En revisar l'actuació, Roger Ebert es va sentir emocionat per "la manera com lluita amb cada gram de la seva humanitat per mantenir el seu autoestima", i el 2008 el va anomenar el millor treball de Thompson. Caryn James, del The New York Times, també la va descriure com "una de les seves actuacions més brillants", i va afegir "sembla que estem mirant una ànima tan assaltada com el seu cos". La pel·lícula va guanyar Thompson nominacions als Globus d'Or, Premis Emmy i "Screen Actors Guild Awards".

L'únic crèdit de Thompson del 2002 va ser un paper de veu a "Disney's Treasure Planet", una adaptació de L'illa del tresor, on va donar la veu a la capitana Amelia. L'animació va guanyar molt menys que el seu gran pressupost i es va considerar un "desastre de taquilla". Aquest fracàs es va contrarestar l'any següent per un dels majors èxits comercials de Thompson, la comèdia romàntica Love Actually de Richard Curtis. Com a part d'un repartiment que incloïa Liam Neeson, Keira Knightley i Colin Firth, va interpretar una dona de classe mitjana que descobreix que el seu marit (interpretat per Alan Rickman) li ha estat infidel. L'escena en què el seu incondicional personatge es trenca va ser descrita per un crític com "el millor plor vist mai a la pantalla", i el 2013, Thompson va esmentar que se l'elogiava per aquest paper més que cap altre. Ella va explicar:
"He tingut tanta pràctica sagnant de plorar en un dormitori i després haver de sortir i estar alegre, recollir els trossos del meu cor i posar-los en un calaix".
 La seva actuació va rebre una nominació als BAFTA. a la millor actriu secundària.

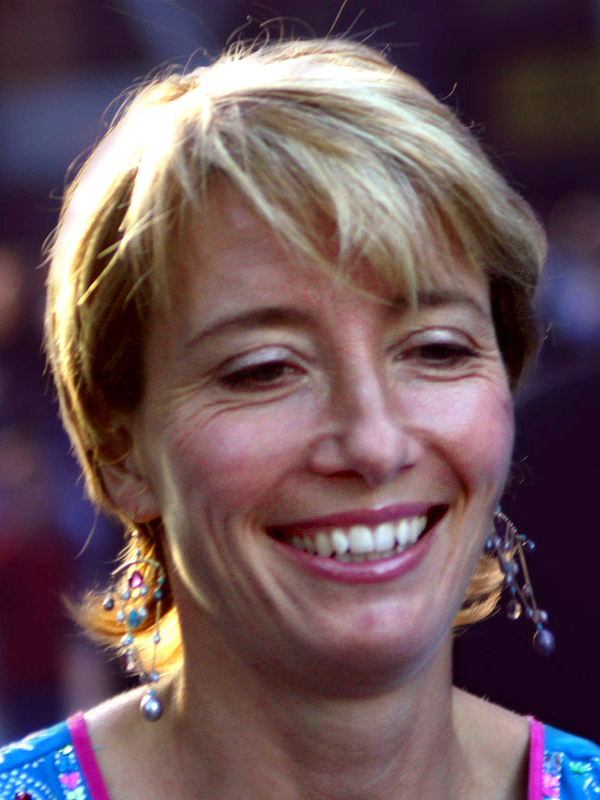
Thompson a l'estrena de Nanny McPhee el 2005

Thompson va continuar amb papers secundaris al drama de 2003, Imagining Argentina, on va interpretar a una periodista dissident segrestada pel règim dictatorial dels anys setanta del país. Antonio Banderas va interpretar el marit que intenta trobar-la, en una pel·lícula que no va agradar a la majoria de la crítica. La pel·lícula va ser esbroncada i burlada quan es va projectar al Festival de Cinema de Venècia i va rebre un article mordaç a The Guardian. Thompson va tenir més èxit aquell any quan va treballar amb HBO per segona vegada a l'aclamada minisèrie "Angels in America" (2003). L'espectacle, també protagonitzat per Al Pacino i Meryl Streep, tracta sobre l'epidèmia de la sida a l'Amèrica de l'era Reagan. Thompson va interpretar tres papers: una infermera, una dona sense sostre i el paper principal de "L'àngel d'Amèrica", i va ser novament nominat per a un premi Emmy. L'any 2004, va interpretar a l'excèntrica professora d'endevinació Sybill Trelawney a la tercera pel·lícula de Harry Potter, Harry Potter i el pres d'Azkaban, el seu personatge descrit com un "professor hippy que ensenya endevinació". Més tard va repetir el paper a Harry Potter i l'orde del Fènix (2007) i Harry Potter i les relíquies de la Mort (Part 2) (2011), i ha descrit el seu temps treballant a la popular franquícia com "gran diversió".
L'any 2005 es va publicar un projecte en el qual Thompson havia estat treballant durant nou anys. Basat lliurement en les històries de la infermera Matilda que va llegir quan era petita, Thompson va escriure el guió de la pel·lícula infantil Nanny McPhee, que se centra en una mainadera misteriosa i antiestètica que ha de disciplinar un grup de nens. També va prendre el paper principal, al costat de Colin Firth i Angela Lansbury, en el que va ser un projecte molt personal. La pel·lícula va ser un èxit, ocupant el primer lloc a la taquilla del Regne Unit i guanyant 122 milions de dòlars a tot el món. Comentant el guió de Thompson, la crítica de cinema Claudia Puig va escriure que "les seves característiques del llibre de contes ben usades es teixeixen eficaçment en una història atractiva d'empoderament juvenil". L'any següent, Thompson va aparèixer a la surrealista comèdia-drama nord-americana "Stranger than Fiction", interpretant un novel·lista l'últim personatge del qual (interpretat per Will Ferrell) és una persona real que escolta la seva narració al cap. Les crítiques de la pel·lícula van ser generalment favorables.
Després d'un paper breu i sense acreditar a la superproducció post-apocalíptica I Am Legend (2007), Thompson va interpretar a la devotament catòlica Lady Marchmain en una adaptació cinematogràfica de "Brideshead Revisited" (Retorn a Brideshead (novel·la)|Retorn a Brideshead) de 2008. Els crítics no estaven entusiasmats amb la pel·lícula, però molts van escollir Thompson com el seu punt culminant. Mark Kermode va dir: "L'Emma Thompson s'està convertint, fins a cert punt, en la nova Judi Dench, com la persona que entra durant 15 minuts i és brillant... [però aleshores], quan se'n va, la resta de la pel·lícula té un veritable efecte. problema estar a l'altura de la potència de la seva presència".

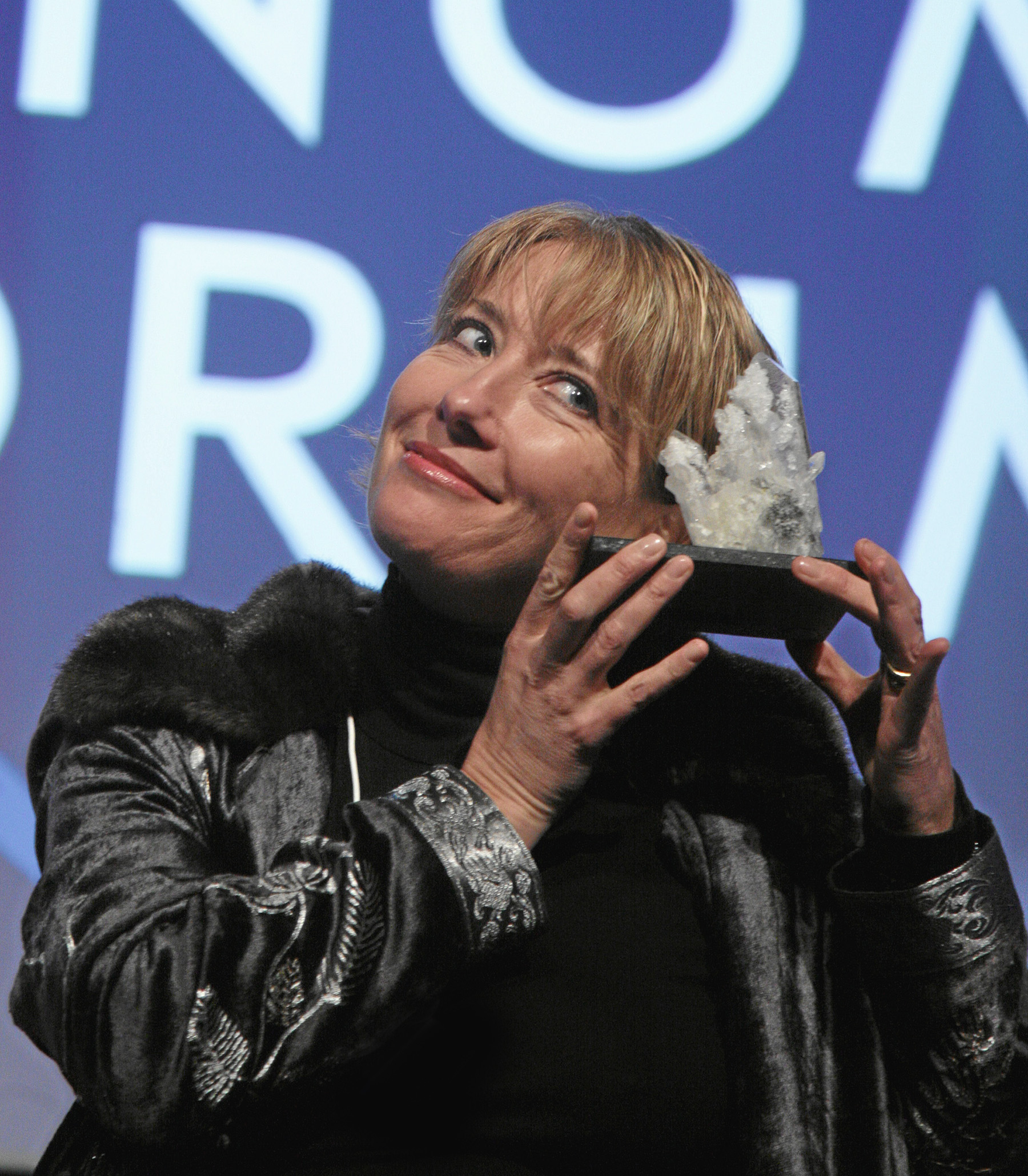
Thompson va rebre el premi Crystal al Fòrum Econòmic Mundial el 2008
Thompson va rebre més elogis pel seu treball a la novel·la londinenca "Last Chance Harvey" (en català, Mai és tard per enamorar-se, 2008), on ella i Dustin Hoffman van interpretar una parella solitària i de mitjana edat que amb cautela inicien una relació. Els crítics van elogiar la química entre els dos protagonistes, i tots dos van rebre nominacions als Globus d'Or per les seves actuacions. Les dues pel·lícules de Thompson del 2009 es van ambientar a l'Anglaterra dels anys 60, i en ambdues va fer aparicions cameos: com a directora al drama elogiat per la crítica "An Education" i com a "mare que pica" a "The Boat That Rocked" de Richard Curtis.
Cinc anys després de l'original, Thompson va repetir el paper de Nanny McPhee amb Nanny McPhee and the Big Bang del 2010. El seu guió va transportar la història a Gran Bretanya durant la Segona Guerra Mundial. A partir de l'èxit de la primera pel·lícula, va ser un altre número u de taquilla del Regne Unit i la seqüela va ser àmpliament vista com una millora. El mateix any, Thompson es va reunir amb Alan Rickman per a la pel·lícula de televisió de la BBC The Song of Lunch, que es va centrar en dos personatges sense nom que es van reunir en un restaurant 15 anys després d'acabar la seva relació. L'actuació de Thompson li va valdre una quarta nominació als premis Emmy.

### Expansió de carrera i pel·lícules de gran èxit (2012-present)
El 2012, Thompson va fer una rara aparició en una pel·lícula de Hollywood de gran pressupost quan va interpretar l'agent principal a Homes de Negre 3, una continuació de la franquícia de comèdia de ciència-ficció protagonitzada per Will Smith, Tommy Lee Jones i Josh Brolin. Amb una recaptació mundial de 624 milions de dòlars, "MIB3" es classificà com l'estrena més taquillera de Thompson fora de les pel·lícules de Harry Potter. Aquest èxit popular va continuar amb la pel·lícula de Pixar, Brave (Indomable), en la qual Thompson va donar la veu a Elinor, la reina escocesa desesperada pel desafiament de la seva filla contra la tradició. Va ser el seu segon llançament consecutiu, i els crítics van ser en general amables amb la pel·lícula. També el 2012, Thompson va interpretar a la reina Isabel II en un episodi de "Playhouse Presents", que va dramatitzar un incident el 1982 quan un intrús va irrompre al dormitori de la reina. La seva primera pel·lícula del 2013 va ser el romanç fantàstic Beautiful Creatures, en què interpretava a una mare malvada. La pel·lícula tenia com a objectiu capitalitzar l'èxit de "The Twilight Saga,", però va ser mal ressenyada i va ser una decepció de taquilla. El crític de cinema Peter Travers va ser crític amb l'actuació de Thompson i amb "l'accent del sud escandalosamente horrible", i va temer "el dany que aquest coixí pot fer a [la seva] reputació".
Saving Mr. Banks, que va representar la creació de Mary Poppins, va protagonitzar Thompson en un paper principal com Pamela Lyndon Travers, l'autor de la novel·la original, al costat de Tom Hanks com Walt Disney. La seva actuació, en contrast amb la seva aparició àmpliament criticada a "Beautiful Creatures", va ser rebuda amb entusiasme, amb un periodista que va escriure "Emma Thompson ha tornat, disparant a tots els cilindres". Va trobar que era el millor guió que havia llegit en anys, i estava encantada d'haver-se proposat el paper. Va considerar que era el més desafiant de la seva carrera perquè "mai abans havia interpretat a ningú tan contradictori o tan difícil", però va trobar el personatge inconsistent i complicat "una alegria feliç d'encarnar". La pel·lícula va tenir una bona acollida, va recaptar 112 milions de dòlars a tot el món i l'actuació de Thompson va obtenir el reconeixement de la crítica. La ressenya de The Independent va agrair que la seva "interpretació de Travers és tan hàbil que l'estimem a l'instant i li perdonem el seu esnobisme", mentre que el crític de Total Film va considerar que Thompson va aportar profunditat a la pel·lícula "previsible" amb "la seva millor actuació en anys" Thompson va ser nominada a la millor actriu als BAFTA, als SAG i als Globus d'Or, i va rebre el trofeu a l'actriu principal de la "National Board of Review". Meryl Streep, la seva coprotagonista a "Àngels a Amèrica", va admetre estar "sorpresa" pel fet que Thompson no va rebre una nominació a l'Oscar per "Salvar el Sr. Banks".

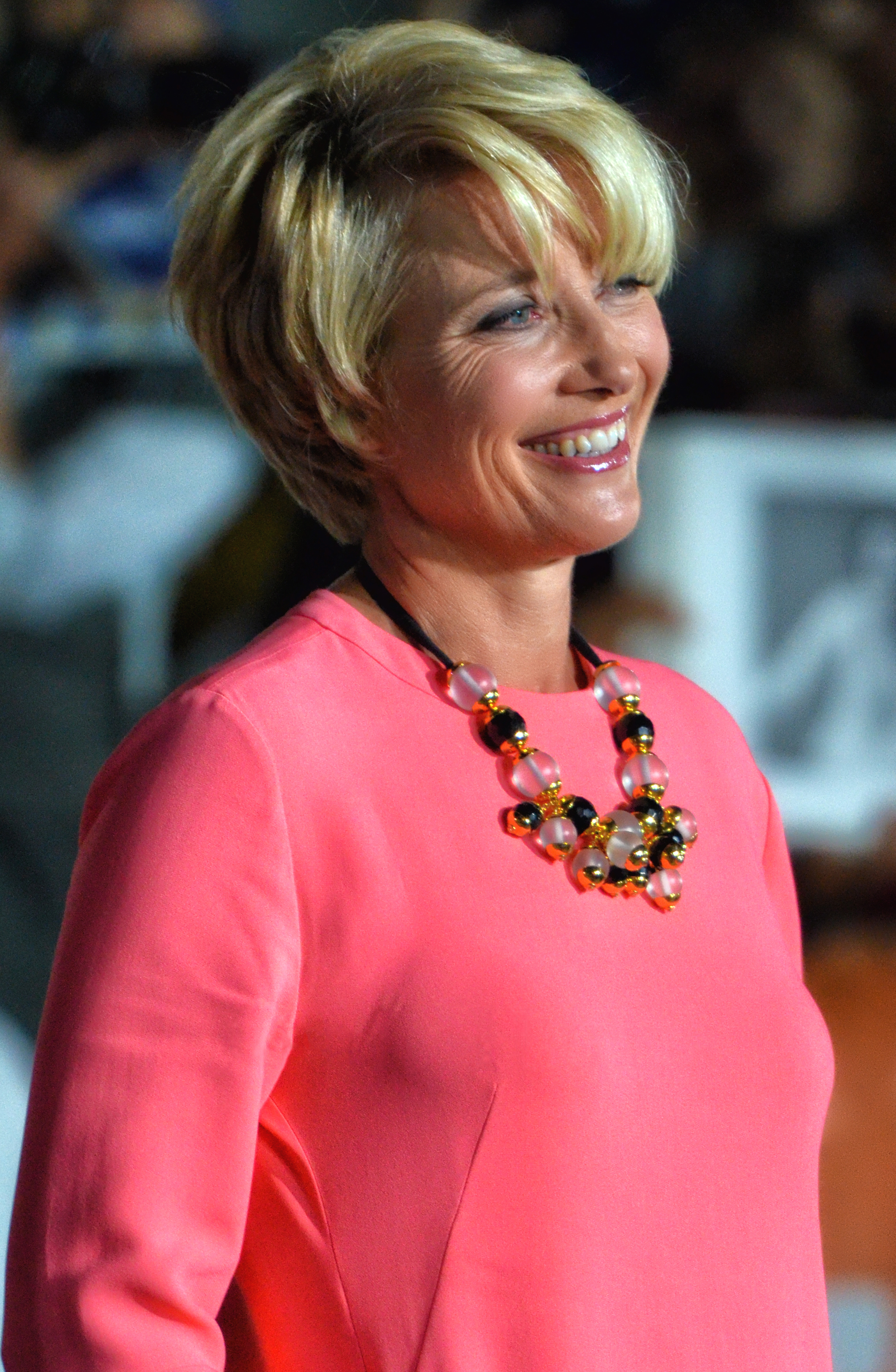
Thompson assistint a l'estrena de The Love Punch al Festival Internacional de Cinema de Toronto 2013

La comèdia romàntica Un cop brillant (2013) va donar a Thompson el seu segon paper protagonista consecutiu, on va interpretar la meitat d'una parella divorciada que es reuneix per robar el diamant de l'ex-cap de l'home. El març de 2014, va fer la seva primera aparició a l'escenari en 24 anys, i el seu debut a Nova York, en una producció del Lincoln Center de Sweeney Todd: el barber diabòlic del carrer Fleet. Va aparèixer al musical durant cinc nits, i la seva interpretació "lúdica" de Mrs Lovett va ser molt elogiada; la crítica Kayla Epstein va escriure que "no només es va mantenir contra vocalistes més experimentats, sinó que va acabar fugint amb el programa". Va rebre la seva sisena nominació al "Primetime Emmy Award", específicament com a millor actriu principal en una sèrie limitada o pel·lícula per la seva actuació televisiva. El 2014, Thompson va proporcionar la narració de la pel·lícula de comèdia dramàtica de Jason Reitman, Men, Women & Children.
El drama d'època "Effie Gray", un projecte en el qual havia estat treballant durant molts anys, basat en la història real del desastrós matrimoni de John Ruskin, va ser escrit per Thompson però es va convertir en objecte d'una demanda de drets d'autor abans de ser autoritzat als cinemes. El dramaturg nord-americà Gregory Murphy va dir que el guió de Thompson era una infracció de la seva obra i guió The Countess, que va afirmar que havia enviat a Thompson a través d'un amic comú el 2003 per considerar el paper d'Elizabeth Eastlake en una pel·lícula proposada de la seva obra, i al marit de Thompson, Greg Wise, a través d'un director de càsting per considerar el paper de John Ruskin a la producció de l'obra de West End de 2005. El 2008, Thompson va anunciar que ella i Wise "havien escrit junts un guió sobre John Ruskin, el crític d'art victorià, que volem convertir en una pel·lícula." Després de reunir-se amb Thompson i els seus productors, "Potboiler Productions", Murphy va ser va oferir una tarifa de guió i crèdit de co-escriptura amb Thompson per resoldre la seva reclamació. Aquesta oferta d'acord va ser abandonada més tard per Thompson, Greg Wise i el seu soci Donald Rosenfeld, quan la seva empresa "Sovereign Films" es va fer càrrec de la producció de la pel·lícula i va instigar la demanda, creant l'entitat independent "Effie Film", LLC per litigar-la. El març de 2013, el jutge del tribunal de districte Thomas P. Griesa, després de permetre a Thompson presentar un segon guió revisat com a evidència del qual Murphy va afirmar que s'havia eliminat "algun dels materials més preocupants", va dictaminar que si bé hi havia similituds, el els guions eren "bastant diferents en els seus dos enfocaments per ficcionar els mateixos esdeveniments històrics". En resposta a les preocupacions de l'advocat de Murphy que la pel·lícula completada Effie Gray no s'adherís al segon guió revisat de Thompson, el jutge Griesa va concloure la seva sentència dient que la pel·lícula de Thompson no infringiria l'obra o el guió de Murphy "només en la mesura que no s'allunyi substancialment del el guió del 29 de novembre de 2011," la data del segon guió revisat de Thompson. El maig de 2013, l'estrena d'Effie Gray al Festival de Cannes es va cancel·lar. L'octubre de 2013, la pel·lícula va ser retirada del "Mill Valley Film Festival" a Califòrnia a causa de "circumstàncies imprevistes" segons el productor Rosenfeld. El desembre de 2013, Thompson va dir de l'encara inèdita Effie Gray que el seu "temps probablement ha passat", comparant-ho amb un altre projecte seu que "tampoc va passar". Effie Gray va ser alliberada l'octubre de 2014, amb una modesta recepció. Thompson interpreta Elizabeth Eastlake i Greg Wise interpreta John Ruskin. Tots dos es van negar a promocionar la pel·lícula. Camilla Long, revisant Effie Gray a The Sunday Times, va escriure "res no encaixa" i "ningú sembla saber per què van fer aquesta pel·lícula. On és la passió i el compromís de Thompson, o qualsevol indici del que pretenia aconseguir". Manohla Dargis a la seva ressenya a The New York Times va anomenar Effie Gray "L'equivalent cinematogràfic d'una cera brasilera, la pel·lícula omet gran part del material més interessant de la història per crear alguna cosa que s'ha desnaturalitzat sense problemes."
La primera pel·lícula de Thompson del 2015 va ser A Walk in the Woods, una comèdia adaptada del llibre de Bill Bryson del qual va protagonitzar amb Robert Redford i Nick Nolte. A continuació, va protagonitzar The Legend of Barney Thomson. El seu paper va ser una antiga prostituta de Glasgow de 77 anys, malbé i fumadora en cadena, la mare del personatge principal. Cap de les dues pel·lícules va ser un èxit de crítica, encara que la segona va rebre algunes crítiques positives i la revista Empire va escriure que Thomson era "inoblidable". Més tard aquell any, va tenir un paper secundari a la pel·lícula Burnt, basada en un restaurant. El 2016, va protagonitzar el drama de la Segona Guerra Mundial Alone in Berlin, basat en la història d'Otto i Elise Hampel. També va coescriure el guió de Bridget Jones's Baby i va aparèixer a la pel·lícula com a metgessa.

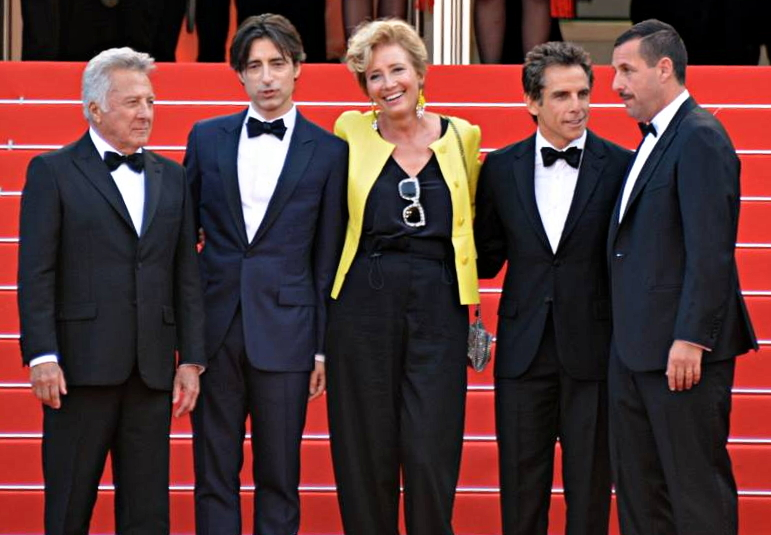
Thompson (centre) assistint a l'estrena de The Meyerowitz Stories al Festival de Cannes 2017

El 2017, Thompson va aparèixer en un paper secundari com a Mrs. Potts (originalment amb la veu d'Angela Lansbury a la pel·lícula d'animació de 1991) a l'adaptació d'acció en viu de Disney de La Bella i la Bèstia, dirigida per Bill Condon i protagonitzada per la seva coprotagonista de Harry Potter, Emma Watson en el paper principal de Belle, al costat de Dan Stevens com la Bèstia. La pel·lícula va rebre crítiques positives i va recaptar 1.200 milions de dòlars a tot el món, convertint-se en la pel·lícula musical d'acció en directe més taquillera, la segona pel·lícula més taquillera del 2017 i la 17a pel·lícula més taquillera de tots els temps. També va tenir un paper secundari com a hippy a la comèdia dramàtica dirigida per Noah Baumbach, "The Meyerowitz Stories", que es va estrenar al Festival de Cannes amb el reconeixement de la crítica. La va seguir amb un paper protagonista a la pel·lícula The Children Act, un drama sobre una família que rebutja el tractament del càncer per al seu fill per creences religioses. Va tenir un paper cameo com la reina Isabel I a l'especial de Nadal del 2017 de la sitcom de la BBC "Upstart Crow". El 2018, va fer la veu en off de l'anunci de conscienciació sobre l'oli de palma de Greenpeace que Islàndia (supermercat) va triar per promocionar com a anunci de Nadal del 2018. L'anunci va ser rebutjat per l'organització publicitària Clearcast a causa de la suposada implicació de Greenpeace en la política, violant així el seu codi de conducta. També aquell any, va ser nomenada Orde de l'Imperi Britànic (DBE) en els honors d'aniversari de 2018 pels serveis al drama.
Thompson va protagonitzar la comèdia dramàtica Late Night (2019), escrita per Mindy Kaling (que també va protagonitzar aquesta pel·lícula) i la va presentar com a presentadora de televisió popular que contracta un nou escriptor per evitar que el programa fos substituït. La pel·lícula va rebre crítiques positives, amb Thompson va ser destacat per elogis, i Owen Gleiberman de Variety va remarcar que "Thompson realment sembla una presentadora de tertúlia. Fins i tot quan només està fent rifes, posa Late Night en alguna cosa real." Va ser nominada al Globus d'Or a la millor actriu - Comèdia o musical. El mateix any, va fer la seva veu com a Yeti Elder a la pel·lícula d'animació en stop-motion Mr. Link: L'origen perdut, va repetir el seu paper d'agent O en un paper més important a Men in Black: International, i va coproduir i protagonitzar al costat d'Emilia Clarke i Henry Golding a la comèdia romàntica festiva Last Christmas, que es basava en la cançó homònima de George Michael, i va ser escrita per Thompson, el seu marit Greg Wise i Bryony Kimmings.
El 2021, Thompson va protagonitzar al costat d'Emma Stone com a villana protagonista principal a Cruella, un spin-off/reinici d'acció en viu de Disney de 101 dàlmates, dirigit per Craig Gillespie, que es va estrenar el 28 de maig de 2021 amb crítiques positives i que ha comptat amb crítiques positives. va recaptar 233 milions de dòlars a tot el món contra el seu pressupost de 100 milions de dòlars. Va guanyar elogis de la crítica pel paper de la baronessa amb Alonso Duralde de "The Wrap" escrivint, "Thompson enfonsant fins a l'última dent en un paper que és meitat Miranda Priestly i meitat Reynolds Woodcock". El 2022, Thompson va protagonitzar Daryl McCormack al costat de Daryl McCormack. la comèdia-drama sexual Bona sort, Leo Grande, Leo Grande, escrita per Katy Brand i dirigida per Sophie Hyde.
Thompson interpreta a la directora autoritària Miss Trunchbull a l'adaptació cinematogràfica de "Matilda the Musical", que al seu torn està basada en la novel·la homònima de Roald Dahl. Està dirigit per Matthew Warchus, amb un guió escrit per Dennis Kelly i cançons compostes per Tim Minchin. Després de la seva estrena mundial al BFI London Film Festival el 5 d'octubre de 2022, el crític de cinema Robbie Collin de The Telegraph va escriure que el retrat de Thompson de Trunchbull és "un vilà trastornat per recordar". El crític de The Guardian, Peter Bradshaw, va afirmar que "els esperits afins de Thompson i Minchin, alegrement astuts, s'uneixen per formar la base de la dolentia de la pel·lícula".
El 2022, va protagonitzar al costat de Lily James i Sajal Aly la comèdia romàntica What's Love Got to Do with It?

## Recepció i estil d'actuació
Thompson és considerada una de les millors actrius de la seva generació i una de les actrius més reconegudes de Gran Bretanya, molt apreciada a Hollywood. Al començament de la seva carrera, quan estava estretament associada amb el seu primer marit, Kenneth Branagh, se la considerava una "enamorada". El públic s'acostava amb ella després de la separació, i es va convertir en una de les actrius clau de la dècada de 1990. El seu estatus ha continuat creixent; el 2008, la periodista Sarah Sands va declarar que Thompson ha millorat amb l'edat i l'experiència, i Mark Kermode va dir de les seves actuacions:
"Hi ha alguna cosa sobre ella que és: només confies en ella. mans aquí... Ella està allà dalt amb les grans, vull dir molt grans, intèrprets femenines britàniques".
 Thompson és especialment coneguda per interpretar a dones reticents, i Sands la descriu com "la millor actriu dels nostres temps sobre el patiment suportat amb una dignitat commovedora". Segons Kate Kellaway de The Guardian, s'especialitza en interpretar "una bona dona amb un vestit". També interpreta molts personatges altius, amb un "conducte estimulant i semblant a una mainadera", però destaca per la seva capacitat per guanyar-se l'empatia del públic. Thompson pertany a un grup d'actrius britàniques molt condecorades, com Judi Dench, Kate Winslet i Helena Bonham Carter, que són conegudes per aparèixer a "pel·lícules patrimonials" i normalment mostrar "contenció, transmetre emocions a través de l'intel·lecte en lloc dels sentiments, i un sentit d'ironia. que demostra la comprensió superior de l'heroïna". Projectant una "imatge típicament britànica", la manera sovint dogmàtica i de mandíbula estreta de Thompson també s'ha comparat amb la de Maggie Smith.

Amb una formació en comèdia, les actuacions de Thompson solen oferir-se amb un toc irònic. Ang Lee, director de "Sense and Sensibility", va afirmar que l'enfocament còmic de Thompson pot ser el seu millor actiu com a actriu, i va comentar: "L'Emma és una dama extremadament divertida. Com Austen, es riu de la seva pròpia cultura mentre en forma part". Thompson ha afirmat que
"les coses més commovedores sovint també són divertides, en la vida i en l'art"
, que està present en el seu treball cinematogràfic. Sovint aporta la seva personalitat real als seus papers, i Kellaway creu que la seva falta de bellesa convencional contribueix a la seva simpatia com a actriu.

## Escriptura
El 2012, Thompson va escriure The Further Tale of Peter Rabbit com una addició a la sèrie Peter Rabbit (Pere Conillet) de Beatrix Potter per commemorar el 110è aniversari de la publicació de The Tale of Peter Rabbit. Els editors es van acostar a ella per escriure-la, la primera història autoritzada de Peter des de 1930 i l'única que no va escriure Potter. El llibre cau a la meitat de la sèrie anterior, més que al final, i porta a Peter Rabbit fora del jardí del Sr. McGregor i a Escòcia. Va ser un best-seller del The New York Times Best Seller list. El 2013, Thompson va escriure un segon llibre de la sèrie titulada The Christmas Tale of Peter Rabbit. Un tercer llibre, The Spectacular Tale of Peter Rabbit, es va publicar el 2014. El 2018, Thompson va dir que li agradaria escriure sobre "com és ser humà ara".

## Altres treballs

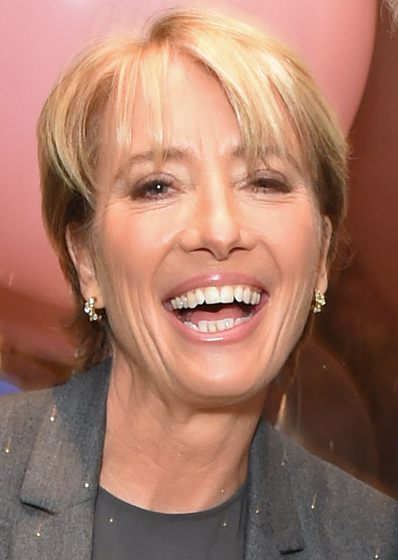
Una clienta de Boodles, Thompson, a la festa de llançament del 2015 de la botiga insígnia dels joiers britànics de luxe a Bond Street, Londres

L'any 2014, Thompson va formar part d'un grup de dones britàniques influents, que incloïa Annie Lennox i Rita Ora, per aparèixer a l'última iteració de la campanya de màrqueting "Leading Ladies" del minorista britànic "Marks & Spencer".

## Vida personal
Thompson ha afirmat que se sent escocesa, dient:
"no només perquè sóc mig escocesa, sinó també perquè he passat la meitat de la meva vida a Escòcia".
 Torna amb freqüència a Escòcia i visita Dunoon a Argyll and Bute. És propietària d'una casa a prop, a la riba del llac Eck.
Relacions

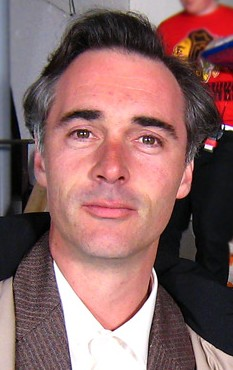
El marit de Thompson, Greg Wise, a qui va conèixer al plató rodant Sense and Sensibility

El primer marit de Thompson va ser l'actor i director Kenneth Branagh, a qui va conèixer el 1987 mentre filmava la sèrie de televisió Fortunes of War. Es van casar l'any 1989 i van aparèixer en diverses pel·lícules junts, amb Branagh que sovint la donava a les seves produccions. Anomenada com una "parella d'or" per la premsa britànica, la seva relació va rebre una cobertura mediàtica substancial. La parella va intentar mantenir la relació privada, negant-se a ser entrevistada o fotografiada junts. Thompson i Branagh van anunciar la seva separació el setembre de 1995. Van citar els seus horaris de treball com la raó, però més tard va sorgir que tenia una aventura amb l'actriu Helena Bonham Carter.

Thompson vivia sola mentre la seva relació amb Branagh es va deteriorar i es va deprimir. Mentre filmava Sense and Sensibility el 1995, va començar una relació amb el seu coprotagonista Greg Wise. Sobre com va poder superar la seva depressió, va declarar:
"La feina em va salvar i el Greg em va salvar. Va agafar les peces i les va tornar a reunir".
La parella té una filla, Gaia, que va ser concebuda a través de l'any amb fecundació in vitro quan Thompson tenia 39 anys.

Thompson i Wise es van casar a Dunoon el 2003. La residència permanent de la família es troba a West Hampstead, Londres, a la mateixa carretera que la casa de la seva infància. També el 2003, Thompson i el seu marit van adoptar informalment un orfe i antic nen soldat ruandès anomenat Tindyebwa Agaba. El van conèixer en un acte del Consell de Refugiats quan ell tenia setze anys, i ella el va convidar a passar el Nadal a casa seva. "A poc a poc", ha comentat Thompson,
"es va convertir en una mena de fixació permanent, va venir de vacances a Escòcia amb nosaltres, va passar a formar part de la família".
 Agaba es va convertir en ciutadà britànic el 2009.
El 28 de febrer de 2020, Thompson i el seu marit van jurar com a ciutadans honoraris de Venècia i es van convertir en residents legals a Itàlia. La parella havia comprat prèviament una casa a la ciutat i va indicar la seva intenció de traslladar-se a Itàlia de manera permanent. Conserven una casa a West Hampstead.

## Visió i activisme
Thompson ha dit sobre les seves opinions religioses:
"Sóc atea... Considero la religió amb por i recel. No n'hi ha prou amb dir que no crec en Déu. De fet, considero el sistema angoixant: m'ofenen algunes de les coses que es diuen a la Bíblia i l'Alcorà i les refuto."
És políticament liberal i partidari del "Partit Laborista"; va dir a la BBC Andrew Marr Show el 2010 que havia estat membre del partit "tota la meva vida". Thompson va avalar la campanya de Jeremy Corbyn tant a les eleccions de lideratge del Partit Laborista de 2015 com de 2016. També ha expressat el seu suport al Partit per la Igualtat de les Dones.

Thompson ha estat una activista des de la seva joventut. Des que es va convertir en una figura pública, ha expressat regularment els seus punts de vista i s'ha implicat en molts temes, fet que ha provocat crítiques perquè és massa franca. Ella ha justificat la seva assertivitat dient:
"El que sento és que tots hem de parlar i una dona que té una veu més forta ha de cridar molt fort."

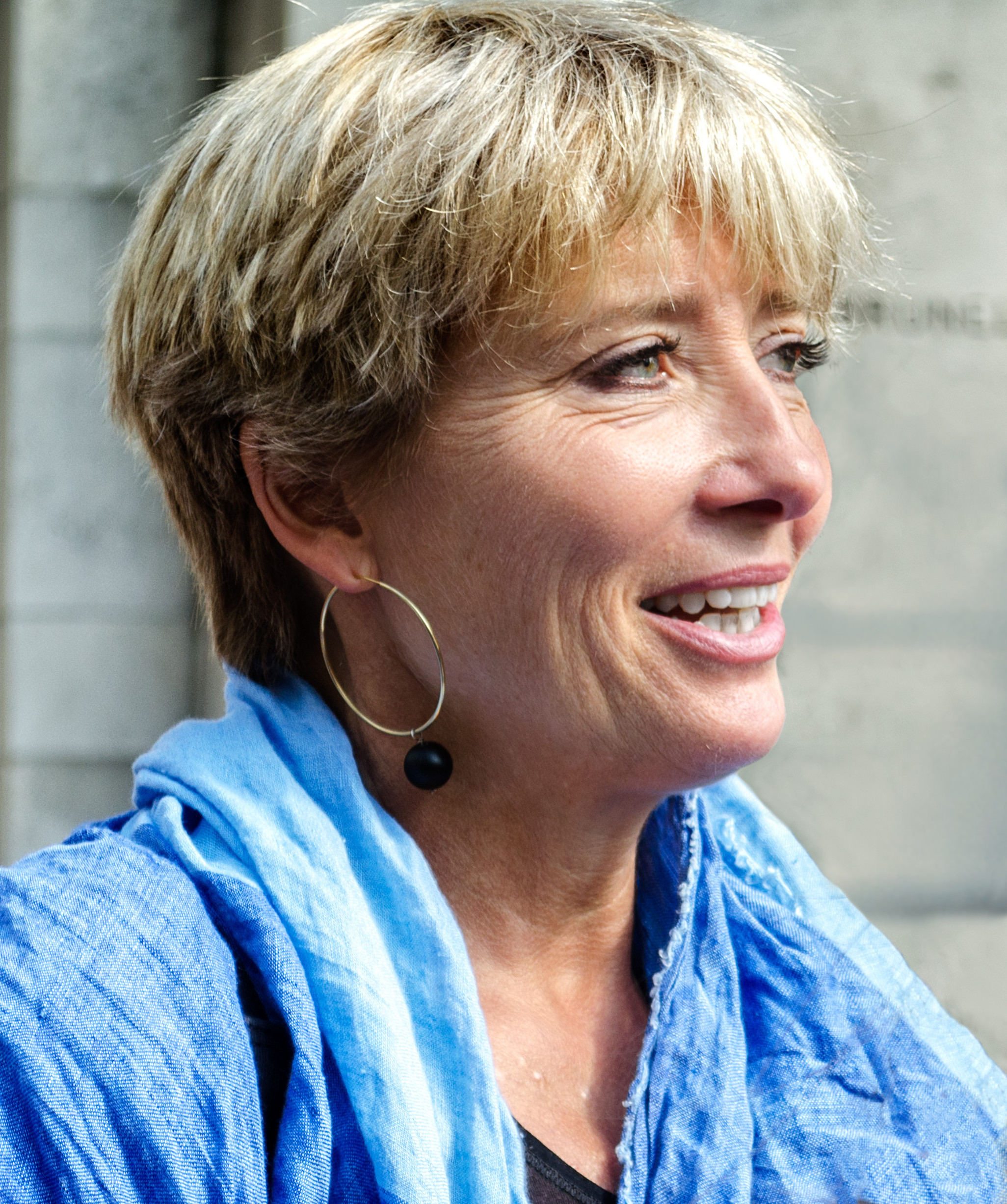
Thompson a la Marxa Climàtica de 2014 a Londres

És especialment activa en el treball dels drets humans. És presidenta de la Fundació Helen Bamber per a l'atenció a les víctimes de la tortura, una patrona del Consell de Refugiats, i té una sala de teràpia al seu despatx per a refugiats traumatitzats. Thompson també és un activista per als palestins, després d'haver estat membre de l'entitat britànica ENOUGH! coalició que pretén posar fi a l'"ocupació israeliana de la Franja de Gaza i Cisjordània". És mecenes de l'"Elton John AIDS Foundation" i l'any 2009 la revista Time la va nomenar "Heroi europeu" en reconeixement de "la seva feina per destacar la difícil situació dels malalts de sida a Àfrica".
Thompson també és un ecologista activa. És partidari de Greenpeace, i el gener de 2009, com a part de la seva campanya contra el canvi climàtic, ella i tres membres més de l'organització van comprar terrenys prop del poble de Sipson per dissuadir la construcció d'una tercera pista per a l'aeroport d'Heathrow. L'agost de 2014, Thompson i la seva filla, Gaia, van anar a una expedició de Greenpeace "Salvem l'Àrtic" per conscienciar sobre els perills de la perforació de petroli. Va narrar per "The Real News Network", The Doubt Machine: Inside the Koch Brothers War on Climate Science, un curt documental sobre "Koch Industries" i els seus esforços per desacreditar la investigació climàtica. La pel·lícula es va estrenar el 31 d'octubre de 2016. El 2019, va donar suport a la manifestació "London Extinction Rebellion" contra el canvi climàtic, tot i que va rebre algunes crítiques per haver volat 5.400 milles (8.700 km) per assistir-hi. També és ambaixadora del "Galápagos Conservation Trust".

El 2010, Thompson va criticar les persones que utilitzen "llenguatge descuidat". Parlant amb el Radio Times, va dir:
"Vaig anar a donar una xerrada a la meva antiga escola i totes les noies estaven fent els seus 'm'agrada' i 'innits?' i "no ho és", que em torna boig. Els vaig dir "No ho facis. Perquè et fa semblar estúpid i no ets estúpid. Hi ha la necessitat de tenir dos idiomes, un que facis servir, amb els teus companys i l'altre que necessitis a títol oficial."

## Filmografia

Per aquesta pel·lícula va guanyar l'Oscar

### Com a actriu
- 1989: Henry V: Katherine
- 1989: El sorprenent Dexter: Kate Lemmon
- 1991: Impromptu: duquesa D'Antan
- 1991: Tornar a morir: Amanda "Grace" Sharp/Margaret Strauss
- 1992: Els amics de Peter: Maggie Chester
- 1992: Retorn a Howards End: Margaret Schlegel
- 1993: El que queda del dia: Miss Kenton
- 1993: Much Ado about Nothimg: Beatrice
- 1993: In the Name of the Father: Gareth Peirce
- 1994: Junior: Dra. Diana Reddin
- 1995: Sentit i sensibilitat: Elinor Dashwood
- 1995: Carrington: Dora Carrington
- 1997: El convidat d'hivern: Frances
- 1998: Primary Colors: Susan Stanton
- 2000: Maybe baby: Un bebè molt desitjat: Druscilla
- 2002: El planeta del tresor (veu)
- 2003: Love Actually: Karen
- 2003: Angels in America (telesèrie)
- 2004: Harry Potter i el pres d'Azkaban: Professora Sibil·la Trelawney
- 2005: Nanny McPhee: Nanny McPhee
- 2006: Superant la ficció (Stranger Than Fiction): Kay Eiffel
- 2007: Harry Potter i l'Orde del Fènix: Professora Sibil·la Trelawney
- 2007: Sóc llegenda: Dra. Alice Krippin (no surt als credits)
- 2008: Retorn a Brideshead
- 2008: Mai és tard per enamorar-se
- 2009: Una educació
- 2009: The Boat that Rocked
- 2010: La mainadera màgica i el gran bum!
- 2011: Harry Potter i les relíquies de la Mort - Part 2 (Harry Potter and the Deathly Hallows): Professora Sibil·la Trelawney
- 2012: Men in Black 3
- 2013: Beautiful Creatures
- 2013: Love Punch
- 2013: Saving Mr. Banks
- 2014: Effie Gray
- 2015: Un passeig pel bosc
- 2015: The Legend of Barney Thomson
- 2015: Cremat
- 2016: Alone in Berlin
- 2016: Bridget Jones's Baby
- 2017: Beauty and the Beast
- 2017: Sea Sorrow
- 2017: The Meyerowitz Stories
- 2017: The Children Act
- 2018: Johnny English Strikes Again
- 2019: Late Night
- 2019: Missing Link
- 2019: Men in Black: International
- 2019: How to Build a Girl
- 2019: Last Christmas (Post-producció)
- 2020:	Dolittle (Post-producció)
- 2021:	Cruella

## Premis i nominacions

### Premis
- 1993: Oscar a la millor actriu per Retorn a Howards End
- 1993: Globus d'Or a la millor actriu dramàtica per Retorn a Howards End
- 1993: BAFTA a la millor actriu per Retorn a Howards End
- 1994: BAFTA a la millor actriu per Sentit i sensibilitat
- 1996: Oscar al millor guió adaptat per Sentit i sensibilitat
- 1996: Globus d'Or al millor guió per Sentit i sensibilitat
- 1998: Primetime Emmy a la millor actriu convidada en sèrie còmica per Ellen

### Nominacions
- 1994: Oscar a la millor actriu per El que queda del dia
- 1994: Oscar a la millor actriu secundària per En el nom del pare
- 1994: Globus d'Or a la millor actriu dramàtica per El que queda del dia
- 1994: Globus d'Or a la millor actriu secundària per En el nom del pare
- 1994: BAFTA a la millor actriu per El que queda del dia
- 1995: Globus d'Or a la millor actriu musical o còmica per Junior
- 1996: Oscar a la millor actriu per Sentit i sensibilitat
- 1996: Globus d'Or a la millor actriu dramàtica per Sentit i sensibilitat
- 1996: BAFTA al millor guió per Sentit i sensibilitat
- 2001: Primetime Emmy a la millor actriu en minisèrie o telefilm per Wit
- 2001: Primetime Emmy al millor guió en minisèrie o telefilm per Wit
- 2002: Globus d'Or a la millor actriu en minisèrie o telefilm per Wit
- 2004: BAFTA a la millor actriu secundària per Love Actually
- 2004: Primetime Emmy a la millor actriu en minisèrie o telefilm per Angels in America
- 2009: Globus d'Or a la millor actriu musical o còmica per Last Chance Harvey
- 2012: Primetime Emmy a la millor actriu en minisèrie o telefilm per The Song of Lunch
- 2014: Globus d'Or a la millor actriu dramàtica per Saving Mr.Banks
- 2014: BAFTA a la millor actriu per Saving Mr.Banks
- 2015: Primetime Emmy a la millor actriu en sèrie limitada o telefilm per Live from Lincoln Center